# Xavier Comas
Xavier Comas Cañizares (Vic, 25 maart 1983) is een Spaanse voetballer. Hij speelde in het begin van 2008 een tijdje voor FC Eindhoven, maar kwam slechts tot één wedstrijd. Daarvoor speelde hij bij UE Figueres, UE Sant Andreu en in de jeugdopleiding van FC Barcelona. Het is onbekend waar de Spanjaard nu speelt. Comas is een middenvelder.

## Statistieken
| seizoen   | club           | competitie                 | wed. | goals |
| --------- | -------------- | -------------------------- | ---- | ----- |
| 2003-2004 | FC Barcelona C | Tercera División Grupo 5   | ?    | ?     |
| 2004-2005 | UE Sant Andreu | Tercera División Grupo 5   | ?    | ?     |
| 2005-2006 | UE Sant Andreu | Segunda División B Grupo 3 | ?    | ?     |
| 2006-2007 | UE Figueres    | Segunda División B Grupo 3 | ?    | ?     |
| 2007-2008 | UE Figueres    | Tercera Territorial        | ?    | ?     |
| 2007-2008 | FC Eindhoven   | Eerste divisie             | 1    | 0     |
| 2009-2010 | UE Vic         | Preferent Territorial      | ?    | ?     |
| 2010-2011 | EC Granollers  | Preferent Territorial      | 8    | 0     |
| 2011-2012 | FC Vilafranca  | Tercera División Grupo 5   | ?    | ?     |
| Totaal    | Totaal         | Totaal                     | 9    | 0     |